# Edil Rosenqvist
Edil Albert Rosenqvist (11. prosince 1892 Degerby, Finsko – 14. září 1973 Helsinky, Finsko) byl finský zápasník, reprezentant v zápase řecko-římském.
Třikrát startoval na olympijských hrách. V roce 1920 na hrách v Antverpách a v roce 1924 na hrách v Paříži vybojoval stříbrnou medaili. V roce 1921 a 1922 zvítězil v lehké těžké váze (82,5 kg) na mistrovství světa. V roce 1930 v této váze vybojoval třetí místo na mistrovství Evropy.